# Follow Me, Boys!
Follow Me, Boys! är en familjefilm från 1966, den släpptes genom Walt Disney Pictures och är baserad på boken God and My Country av MacKinlay Kantor. I filmen spelar bland annat Fred MacMurray, Vera Miles, Lillian Gish, Charles Ruggles, och Kurt Russell. Den producerades av Walt Disney och Winston Hibler, regisserades Norman Tokar, efter manus av Louis Pelletier. Det är en av de få filmer där pojkscouter spelar en nyckelroll. Titelsången "Follow Me, Boys!" skrevs av studiofavoriterna: Bröderna Sherman. Filmen är även känd som On My Honor, vilket var arbetsnamnet. Det är den första av tio Disneyfilmer som Kurt Russell kom att spela i över de följande tio åren. En DVD-version gavs ut den 3 februari 2004.

## Roller, i urval
- Fred MacMurray - Lemuel "Lem" Siddons
- Vera Miles - Vida Downey
- Lillian Gish - Hetty Seibert
- Charlie Ruggles - John Everett Hughes
- Kurt Russell - Whitey
- Luana Patten - Nora White
- Ken Murray - Melody Murphy
- Parley Baer - Mayor Hi Plommer
- Madge Blake - Cora Anderson
- Keith Taylor - Beefy Smith
- David Bailey - Duke
- Jimmy Murphy - P.O.W. Soldier
- Adam Williams - P.O.W. Sergeant
- Eddie Sallia - Harry